# Санкритьяян, Рахул
Рахул Санкритьяян (хинди राहुल सांकृत्यायन; 9 апреля 1893, Пандаха, Британская Индия — 14 апреля 1963, Дарджилинг, Западная Бенгалия) — индийский писатель

, переводчик, учёный, общественный деятель и путешественник, которого называют отцом индийской травелогии. Был одним из наиболее активно путешествующих учёных Индии, проведя в поездках сорок пять лет своей жизни. Он хорошо известен аутентичным описанием своих путешествий, например в очерке «Meri Laddakh Yatra» (рус. «Паломничество в Ладакх») Санкритьяян рассудительно представляет общую региональную, историческую и культурную специфику этого региона. Изначально став буддийским монахом (Bauddha Bhikkhu), в конце пришёл к социалистическому марксизму. Санкритьяян также был индийским националистом и участником национально-освободительного движения, за антибританские сочинения и речи он был арестован и три года провёл в тюрьме. Он также был эрудитом и полиглотом (говорил на 36 языках). В 1963 году был награждён правительством Индии орденом Падма Бхушан.

## Детство
Рахул Санкритьяян, чьё настоящее имя Кедарнатх Пандэй, родился 9 апреля 1893 года в селе Пандаха, Азамгарх, в семье религиозно настроенного крестьянина со скромным достатком. Родители Санкритьяяна умерли в раннем возрасте — мать в 28, а отец в 45 лет, — поэтому Санкритьяян воспитывался бабушкой. Его самые ранние детские воспоминания, по признанию самого Санкритьяяна, связаны с голодом 1897 года. Начальное образование получил в местном мектебе, где освоил урду. Его одноклассниками были мусульмане-шииты. В процессе дальнейшей учёбы он освоил множество языков и искусство фотографии.

## Взгляды на жизнь
Изначально Рахул Санкритьяян был увлечённым последователем учения Арья-самадж индийского теолога Даянанда Сарасвати. Санкритьяян не верил в существование Бога, но веру в реинкарнацию потерял не сразу. Только в более позднем возрасте его взгляды сдвинулись в сторону марксизма, после чего Санкритьяян отверг и концепцию реинкарнации, и веру в жизнь после смерти. Более подробно о философии писателя можно узнать из его двухтомника «Darshan-Digdarshan», который посвящён истории мировой философии.

## Путешествия
В своих путешествиях Рахул Санкритьяян оказывался в совершенно разных частях Индии, включая Ладакх, Киннаур и Кашмир. Также он побывал во многих других странах, включая Непал, Тибет, Шри-Ланку, Иран, Китай и Советский Союз. Несколько лет прожил в селе Парса Гадх округа Саран штата Бихар, после чего входные ворота в эту деревню стали называться «ворота Рахула».
В основном, во время путешествий, Санкритьяян пользовался наземным транспортом, более того, некоторые страны он посещал нелегально; например, однажды он посетил Тибет под видом буддийского монаха. В эту страну Санкритьяяном было совершено несколько поездок, из которых он вывозил в Индию ценные картины, пали и санскритские рукописи. Большинство из вывезенных им ценностей частично сформировали библиотеки университетов Викрамашила и Наланда. Большинство этих ценностей было вывезено в Тибет спасавшимися буддийскими монахами ещё в XII и последующих веках, когда вторгшиеся мусульманские армии уничтожали буддийские университеты в Индии. Некоторые источники утверждают, что однажды, для вывоза материалов из Тибета, Санкритьяян нанял двадцать два мула. В музее города Патна имеется целая отдельная экспозиция ценностей, привезённая Рахулом Санкритьяяном.

## Творчество
Рахул Санкритьяян был многоязычным лингвистом, хорошо разбирающемся в нескольких языках и диалектах, включая хинди, санскрит, пали, бходжпури, урду, персидский, арабский, тамильский, каннада, тибетский, сингальский, французский, грузинский, украинский и русский. Кроме того, он был индологом, теоретиком марксизма и писателем. Он начал писать книги в возрасте двадцати лет. Его работы, в общей сложности их более ста, охватывают широкий круг вопросов, в том числе по социологии, истории, философии, буддизму, тибетологии, лексикографии, грамматике, фольклору, науке, драме и политике. Например, он перевёл Мадджхима-никая с пракрита на хинди.
Одна из самых известных его книг на хинди «Volga Se Ganga» («Путешествие от Волги до Ганга») — произведение в жанре исторической фантастики, в котором прослеживается миграция арийцев из азиатских степей в регионы по всей Волге. Затем их движение через Гиндукуш и Гималаи, расселение на Индо-Гангской равнине Индийского субконтинента. Книга начинается в 6000 году до нашей эры и заканчивается в 1942 году, когда Махатма Ганди основал движение «Прочь из Индии!». Книга была переведена на тамильский язык под названием «Valgavil irundu gangai varai», где до сих пор считается бестселлером. На каннада вышла под названием «Volga Ganga». Перевод на телугу («Volga nunchi Ganga ku») вдохновил многих читателей. «Volga muthal Ganga vare» в переводе на малаялам стал очень популярным среди молодых интеллектуалов штата Керала, где продолжает оставаться одной из самых читаемых книг своего времени. Бенгальская версия «Volga Theke Ganaga» до сих пор получает признание со стороны критиков.
Другими известными книгами Санкритьяяна в жанре травелогии являются «Tibbat me Sava varsha», «Meri Europe Yatra», «Athato Ghumakkad Jigyasa», «Asia ke Durgam Bhukhando Mein», «Yatra Ke Panne» и «Kinnar Desh Mein». Его первый приключенческий роман «В забытой стране», переведённый на русский язык, также отображает тягу автора к путешествиям, повествуя об индийском профессоре египтологии, попавшем в вымышленную затерянную африканскую страну, хранящую древнеегипетскую культуру.
Несмотря на свою эрудицию, книги Санкритьяян писал на очень простом хинди, чтобы они были понятны обычному человеку. Он знал о том, что выбор литературы на этом языке крайне ограничен, поэтому старался писать книги на разнообразную тематику. Кроме того, Санкритьяян ежедневно вёл дневник на санскрите, который впоследствии использовал при написании своей автобиографии.

## Союз Советских Социалистических Республик
Рахул Санкритьяян дважды жил и работал в СССР. В первый раз он прибыл в Советский Союз в 1936 году по приглашению Ф. И. Щербатского, директора Института востоковедения РАН, где проработал до 1938 года, когда вынужден был покинуть страну в связи с тем, что он не смог получить продления паспорта. После возвращения на родину Санкритьяян вступил в местную коммунистическую партию в Бихаре в 1939 году.
Академик Щербатской, преподаватель буддийской логики и автор учебников по этой дисциплине, очень высоко ценил Санкритьяяна. В своих воспоминаниях он писал:
Есть только один человек в мире, который мог бы преподавать этот предмет достоверно после меня. И этот человек- Рахул Санкритьяян.
Санкритьяян вернулся в Ленинград только после войны, в 1945 году, на этот раз по приглашению Ленинградского государственного университета, для работы профессором на кафедре индийской философии Восточного факультета ЛГУ.
Наталья Гусева, доктор исторических наук, известный специалист по культуре Индии и индийским религиям, в своей книге «Эти поразительные индийцы» вспоминала о времени, когда обучалась у Санкритьяяна:
И в один прекрасный день произошло чудо: в нашу аудиторию вошел индиец. Первый настоящий индиец, которого нам довелось увидеть. Он оказался преподавателем индийских языков и в том числе санскрита, и мы впервые услыхали живую речь того народа, к которому устремлялись наши мечты. Это был известный индийский ученый, историк и лингвист, профессор Рахул Санкритьяян, давший нам за время своей преподавательской деятельности великое множество самых разных и достоверных сведений об Индии. Это не значит, что наши русские преподаватели чего-то не знали — знали, и даже очень глубоко, и языки, и историю, и все, чему нас учили, но они не обладали, так сказать, эффектом визуальности, а профессор сам по себе был чем-то похожим на экспонат. Да к тому же, еще знал русский язык. И это он первый вложил в наши молодые головы утверждение, что в древнем санскрите и в русском языке есть множество сходных и очень близких слов, да и не только слов, а и целых лексических конструкций. Как? Не может быть! Нет, оказалось, что может, да и как еще может. И это он назвал нам имена тех русских ученых, которые разрабатывали эту проблему уже в XIX-м веке. И писал на доске удивительные для нас примеры. Это он дал нам первые сведения об удивительной арктической теории происхождения предков всех народов, говорящих на языках индоевропейской семьи, и направил нас на путь поисков причинно-следственных связей. Он нам разъяснил и кто это такие арьи-арии-арийцы…

## Семья и личная жизнь
Рахул Санкритьяян формально был женат в очень раннем возрасте, но никогда ничего не знал о Сантоше, своей «детской жене». В своей автобиографии «Meri Jivan Yatra» (рус. «Моё жизненное путешествие») Санкритьяян пишет, что видел её только один раз в возрасте более сорока лет.
Во время своего первого пребывания в СССР он познакомился с учёным-тибетологом, гражданкой СССР, Еленой Норбертовной Козеровской. Она владела французским, английским и русскими языками, кроме того, могла писать на санскрите. Елена помогала Санкритьяяну в работе над тибетско — санскритским словарём, в 1937 году их совместная работа закончилась браком и рождением сына Игоря в 1938, который в детском возрасте вместе с матерью пережил блокаду Ленинграда, а в своей дальнейшей жизни стал библиографом. Когда Санкритьяян оба раза покидал СССР, Елена с сыном не смогли отправиться вслед за мужем и отцом, поскольку им было отказано в оформлении заграничного паспорта.
Позже Санкритьяян женился третий раз, на писательнице и филологе Камале Санкритьяян. В третьем браке у Рахула родились двое детей.
В конце жизни он согласился на преподавательскую работу в университете Шри-Ланки, где серьёзно заболел. Сахарный диабет и высокое давление повлекли за собой инсульт. Самым трагичным событием стала потеря памяти. Рахул Санкритьяян умер в Дарджилинге в 1963 году.

## Награды
За работы в области санскрита Рахулу Санкритьяяну в Индии было присвоено звание «Махапандит» (букв. «Великий учёный»).
В 1958 году он получил награду Академи Sahitya за книгу «Madhya Asia ka Itihaas» (рус. «История Центральной Азии»).
В 1963 году Рахул был награждён орденом Падма Бхушан.

### Награды его честь
В 1989 году Центральным Институтом Хинди (Kendriya Hindi Sansthan) была учреждена литературная премия Махапандита Рахула Санкритьяяна, названная так в честь отца индийской травелогии, которую также называют Национальной премией Рахула Санкритьяяна. Одной из первых, в 1993 году, её получила его третья жена, писательница и филолог Камала Санкритьяян.
Министерство развития человеческих ресурсов и Центральный Институт Хинди ежегодно вручают её за вклад в развитие травелогии на хинди.